# Callerebia watsoni
Callerebia watsoni är en fjärilsart som beskrevs av Charles James Watkins 1925. Callerebia watsoni ingår i släktet Callerebia och familjen praktfjärilar. Inga underarter finns listade i Catalogue of Life.